# Cyamus ovalis
Espèce
Cyamus ovalis est une espèce de crustacés amphipodes de la famille des Cyamidae (les « poux des baleines »).

## Classification
Le nom valide complet (avec auteur) de ce taxon est Cyamus ovalis Roussel de Vauzème, 1834,.
L'espèce a été décrite en 1834 par Charles Roussel de Vauzème (d), un jeune médecin épris d'histoire naturelle ayant entrepris un voyage à bord d'un baleinier.

### Publication originale
- Roussel de Vauzème, « Mémoire sur le Cyamus ceti (Latr.) de la classe des Crustacés », Annales des sciences naturelles. Zoologie, Paris, 2e série, vol. 1,‎ 1834, p. 239-255 (lire en ligne, consulté le 11 août 2024).